# Man from Music Mountain (film 1943)
Man from Music Mountain è un film del 1943 diretto da Joseph Kane. Il film è conosciuto anche con il titolo Texas Legionnaires (applicato alla distribuzione televisiva).
È un musical western statunitense con Roy Rogers e i Sons of the Pioneers.

## Produzione
Il film, diretto da Joseph Kane su una sceneggiatura di J. Benton Cheney e Bradford Ropes, fu prodotto da Harry Grey, come produttore associato, per la Republic Pictures e girato nelle Alabama Hills a Lone Pine in California.

## Colonna sonora
- Smiles Are Made Out of the Sunshine - scritta da Ray Gilbert e Morton Scott, cantata da Roy Rogers e dai Sons of the Pioneers
- I'm Beginning to Care - scritta da Gene Autry, Johnny Marvin e Fred Rose, cantata da Roy Rogers e Pat Brady
- Song of the Bandit - scritta da Bob Nolan, cantata dai Sons of the Pioneers
- Wine, Women and Song - scritta da Tim Spencer, cantata dai Sons of the Pioneers
- I'm Thinking Tonight of My Blue Eyes - scritta da A.P. Carter
- Roses on the Trail - scritta da Tim Spencer
- Deeper and Deeper - scritta da Smiley Burnette

## Distribuzione
Il film fu distribuito negli Stati Uniti dal 30 ottobre 1943 al cinema dalla Republic Pictures. È stato distribuito anche in Germania con il titolo Der Weidekrieg.

## Promozione
La tagline è: "The King of the Cowboys in action, song and romance".